# 프란시스코 로무토

프란시스코 로무토(Francisco Lomuto, 1893년 11월 24일 ~ 1950년 12월 23일)는 지휘자·피아노 주자·작곡가이다. 부에노스아이레스에서 태어났다. 양친이 모두 음악가로서 피아노를 모친에게서 배웠다. 1908년에 탱고계에 들어가 1923년에 자기 악단을 결성하였다. 1920년대 후반부터 1930년대에 걸쳐 프란시스코 카나로와 함께 당시의 인기를 다투었으며 그 때 로서는 모던한 감각의 연주로 명연(名演)을 많이 남겼다. 작곡 면에서도 <시 소이 아시>, <눈카 마스>, <추라스카> 등은 잘 알려진 작품을 남겼다.